# Walter Villa

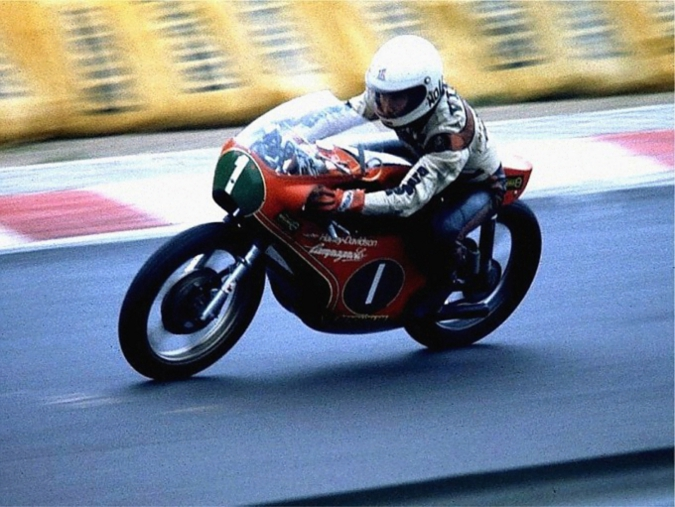
Walter Villa 1976 auf dem Nürburgring

Walter Villa (* 13. August 1943 in Castelnuovo Rangone (MO); † 18. Juni 2002 in Modena) war ein italienischer Motorradrennfahrer.
Er gewann zwischen 1974 und 1976 insgesamt vier Mal die Motorrad-Weltmeisterschaft in den Klassen bis 250 cm³ und bis 350 cm³, jeweils auf einer Harley-Davidson RR.
Villa war für sein ruhiges und bescheidenes Naturell abseits der Rennstrecken bekannt, auf der Piste wurde er jedoch stets zum unbarmherzigen Kämpfer. Sein aggressiver und draufgängerischer Fahrstil brachte ihm einige schwere Stürze ein.

## Karriere
Walter Villa wuchs als zweiter von fünf Brüdern in der Emilia-Romagna auf, jener Region, die als das Herz des italienischen Motorsports gilt. Im Alter von 13 Jahren fuhr er auf einer 175-cm³-Morini seine ersten Motorradrennen und schlug dabei den ebenfalls jungen Giacomo Agostini. 1966 gewann er die italienische 125-cm³-Meisterschaft auf F.B Mondial vor seinem Bruder Francesco, der diese Meisterschaft schon mehrmals gewonnen hatte.
In der Saison 1967  debütierte Walter Villa auf Montesa in der 125er-Klasse der Motorrad-Weltmeisterschaft, nahm aber in den folgenden Jahren nur an wenigen Grand-Prix-Rennen teil. 1973 gewann er die italienische 250-cm³-Meisterschaft auf Yamaha.
Ab der Saison 1974 startete er für Aermacchi-Harley-Davidson, auf einer neu aufgebauten Harley-Davidson RR jeweils in der 250-cm³- und der 350-cm³-Klasse. Bereits im ersten Jahr wurde Villa überlegen 250er-Weltmeister vor dem Deutschen Dieter Braun, obwohl er nur sechs von elf Rennen bestritten und vier gewonnen hatte. Zusätzlich entschied er die italienische 250-cm³-Meisterschaft für sich.
In der folgenden Saison wiederholte er seinen WM-Erfolg. Villa fuhr in diesem Jahr sieben der elf Grands Prix und gewann davon fünf. Auch seinen italienischen Meistertitel bei den 250ern verteidigte er erfolgreich.
In der Saison 1976 schaffte es Walter Villa, seinen 250-cm³-Titel wiederum zu verteidigen und außerdem 350er-Weltmeister zu werden. Insgesamt gewann er in diesem Jahr elf von 16 Rennen und kam 13-mal auf das Siegerpodest.
1977 wurde Villa, trotz dreier Siege, hinter Mario Lega und Franco Uncini nur Dritter in der 250-cm³-Weltmeisterschaft. Im Jahr darauf war ein dritter Platz sein bestes Resultat, woraufhin er sich nach Rang 16 in der Gesamtwertung der 250er-Klasse von Harley-Davidson trennte.
In den Jahren 1979 und 1980 startete Walter Villa für Yamaha jeweils in der 250er- und der 350er-Klasse, konnte aber nicht mehr an die Erfolge der Vergangenheit anknüpfen. Seinen einzigen Grand Prix für den japanischen Hersteller – und damit auch den letzten seiner Karriere – gewann er 1979 beim Großen Preis von Venezuela in der 250-cm³-Klasse. Am Ende der Saison 1980 zog Villa sich vom professionellen Rennsport zurück.
Walter Villa starb am 20. Juni 2002 im Alter von 58 Jahren in seinem Haus in Modena an den Folgen eines Herzinfarkts. In seiner Laufbahn nahm er insgesamt an 87 Grands Prix teil, von denen er 24 gewann; 36 Mal platzierte er sich unter den ersten drei. Außerdem gelangen ihm 21 Pole-Positions und 20 schnellste Rennrunden.

## Erfolge
- 1966 – Italienischer 125-cm³-Meister auf F.B Mondial
- 1967 – Italienischer 125-cm³-Meister auf F.B Mondial
- 1968 – Italienischer 125-cm³-Meister auf F.B Mondial
- 1973 – Italienischer 250-cm³-Meister auf Yamaha
- 1974 – 250-cm³-Weltmeister auf Aermacchi-Harley-Davidson
- 1975 – 250-cm³-Weltmeister auf Harley-Davidson
- 1975 – Italienischer 250-cm³-Meister auf Harley-Davidson
- 1976 – 250-cm³-Weltmeister auf Harley-Davidson
- 1976 – 350-cm³-Weltmeister auf Harley-Davidson
- 1976 – Italienischer 250-cm³-Meister auf Harley-Davidson
- 1976 – Italienischer 350-cm³-Meister auf Harley-Davidson
- 1979 – Italienischer 250-cm³-Meister auf Yamaha
- 24 Grand-Prix-Siege

## Verweise